# Diaspis parasiti
Diaspis parasiti är en insektsart som beskrevs av Mckenzie 1947. Diaspis parasiti ingår i släktet Diaspis och familjen pansarsköldlöss. Inga underarter finns listade i Catalogue of Life.